# TNT (groupe norvégien)
Pour les articles homonymes, voir TNT.
TNT est un groupe de heavy metal norvégien originaire de Trondheim, formé en 1982. Le groupe a sorti douze albums studio, trois EP et trois albums live tout en connaissant de nombreux changements dans sa formation depuis sa création. Le guitariste Ronni Le Tekrø est le seul membre permanent de TNT. Le groupe avait vendu entre 4 et 5 millions d'albums dans le monde en 2016.